# Saint-Légier-La Chiésaz
Saint-Légier-La Chiésaz ([sɛ̃leʒjelaˈʃjɛz(ə)], toponimo francese) è un comune svizzero di 5 126 abitanti del Canton Vaud, nel distretto della Riviera-Pays-d'Enhaut.

## Monumenti e luoghi d'interesse

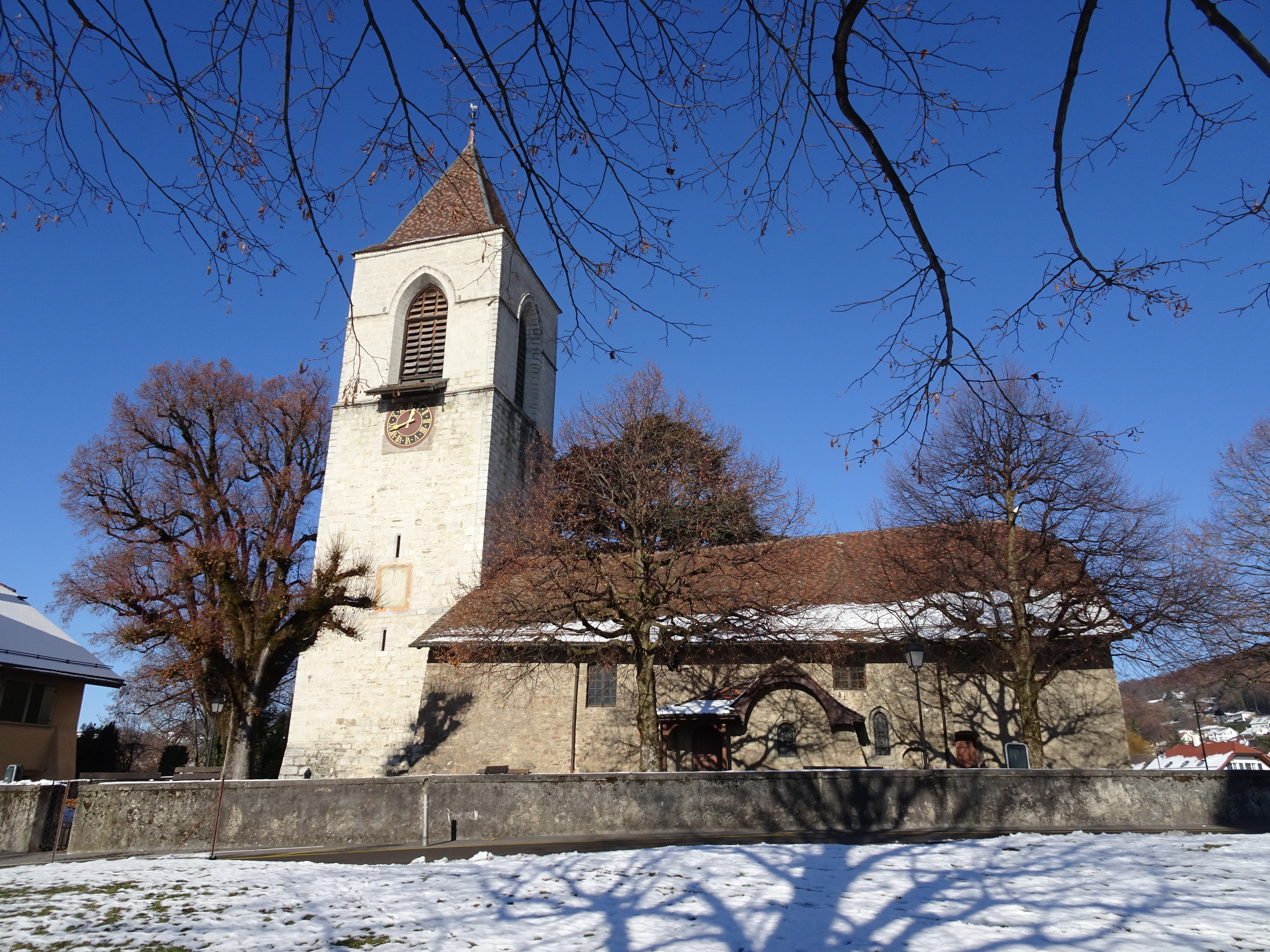
La chiesa di Nostra Signora

- Chiesa riformata di Nostra Signora, attestata dal 1228[1].

## Società

### Evoluzione demografica
L'evoluzione demografica è riportata nella seguente tabella:
Abitanti censiti

## Infrastrutture e trasporti
Saint-Légier-La Chiésaz è servito dall'omonima stazione sulla ferrovia Vevey-Blonay-Chamby.

## Amministrazione
Ogni famiglia originaria del luogo fa parte del cosiddetto comune patriziale e ha la responsabilità della manutenzione di ogni bene ricadente all'interno dei confini del comune.